# Stagonospora haliclysta
Stagonospora haliclysta är en svampart som beskrevs av Kohlm. 1973. Stagonospora haliclysta ingår i släktet Stagonospora och familjen Phaeosphaeriaceae.   Inga underarter finns listade i Catalogue of Life.